# Gare de La Frette - Montigny
Pour les articles homonymes, voir Gare de Montigny.
La gare de La Frette - Montigny est une gare ferroviaire française de la ligne de Paris-Saint-Lazare à Mantes-Station par Conflans-Sainte-Honorine, située dans la commune de La Frette-sur-Seine, à proximité de Montigny-lès-Cormeilles (département du Val-d'Oise).
C'est une gare de la Société nationale des chemins de fer français (SNCF) desservie par les trains de la ligne J du Transilien (réseau Paris-Saint-Lazare). Elle se situe à 18 km de la gare de Paris-Saint-Lazare.

## Situation ferroviaire
La gare, établie à l'est de la commune sur les hauteurs dominant la ville et la vallée de la Seine, se situe au point kilométrique (PK) 17,962 de la ligne de Paris-Saint-Lazare à Mantes-Station par Conflans-Sainte-Honorine.
Elle constitue le quatrième point d'arrêt de la ligne après la gare de Cormeilles-en-Parisis et précède la gare d'Herblay.

## La gare
Elle est desservie par les trains du réseau Paris Saint-Lazare (Ligne J du Transilien) du Transilien.

## Fréquentation
De 2015 à 2023, les estimations de la SNCF sont les suivantes :
| Année         | 2015    | 2016    | 2017    | 2018    | 2019    | 2020    | 2021    | 2022    | 2023    |
| ------------- | ------- | ------- | ------- | ------- | ------- | ------- | ------- | ------- | ------- |
| Fréquentation | 894 694 | 888 918 | 890 871 | 875 843 | 863 960 | 412 039 | 877 452 | 957 431 | 966 593 |

## Correspondances
La gare est desservie par les lignes 30-32, 30-34, 30-38 et 95-20 du réseau de bus Val Parisis et, la nuit, par la ligne N155 du réseau Noctilien.

## Galerie de photographies

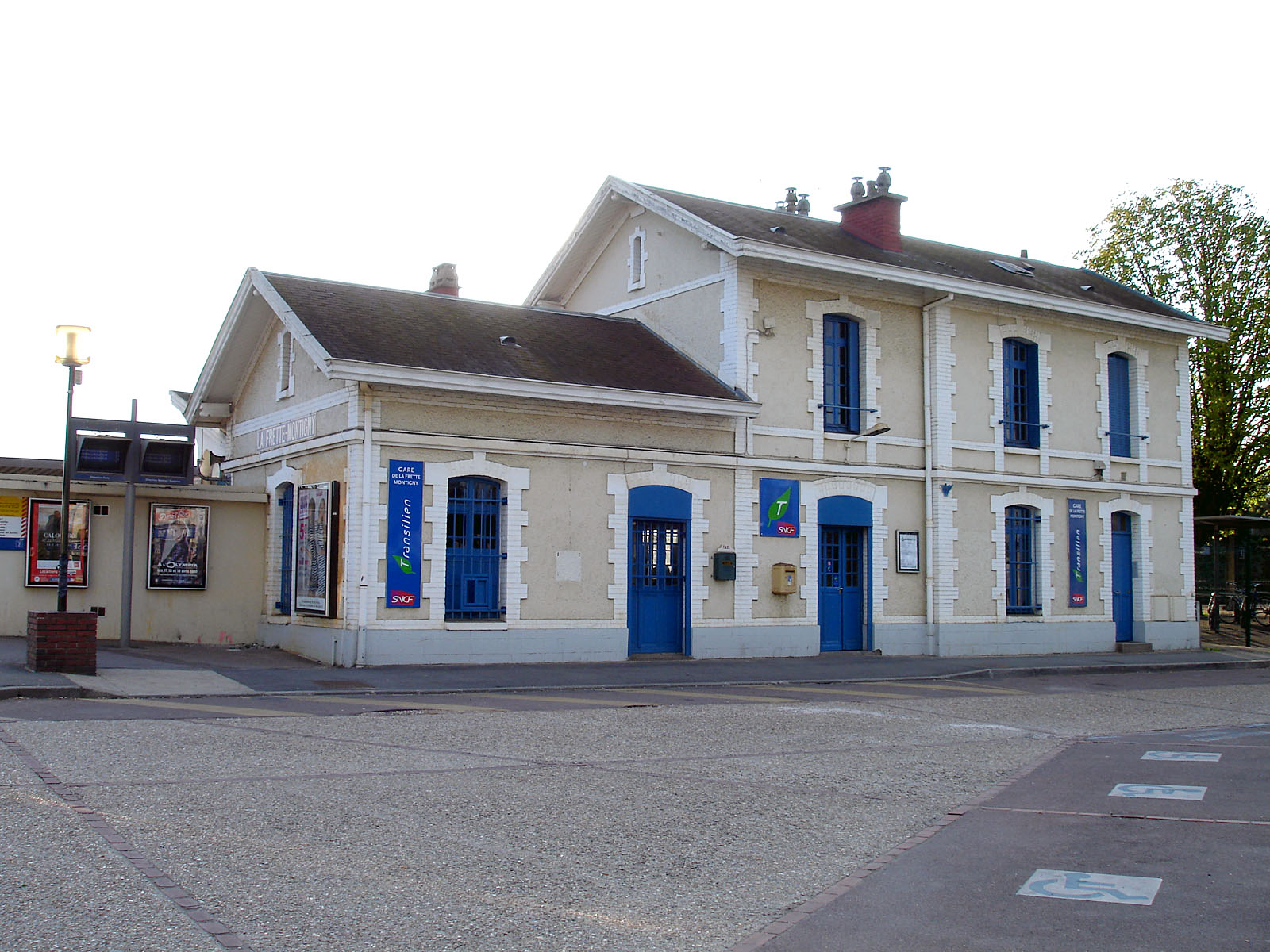
Le bâtiment voyageurs.
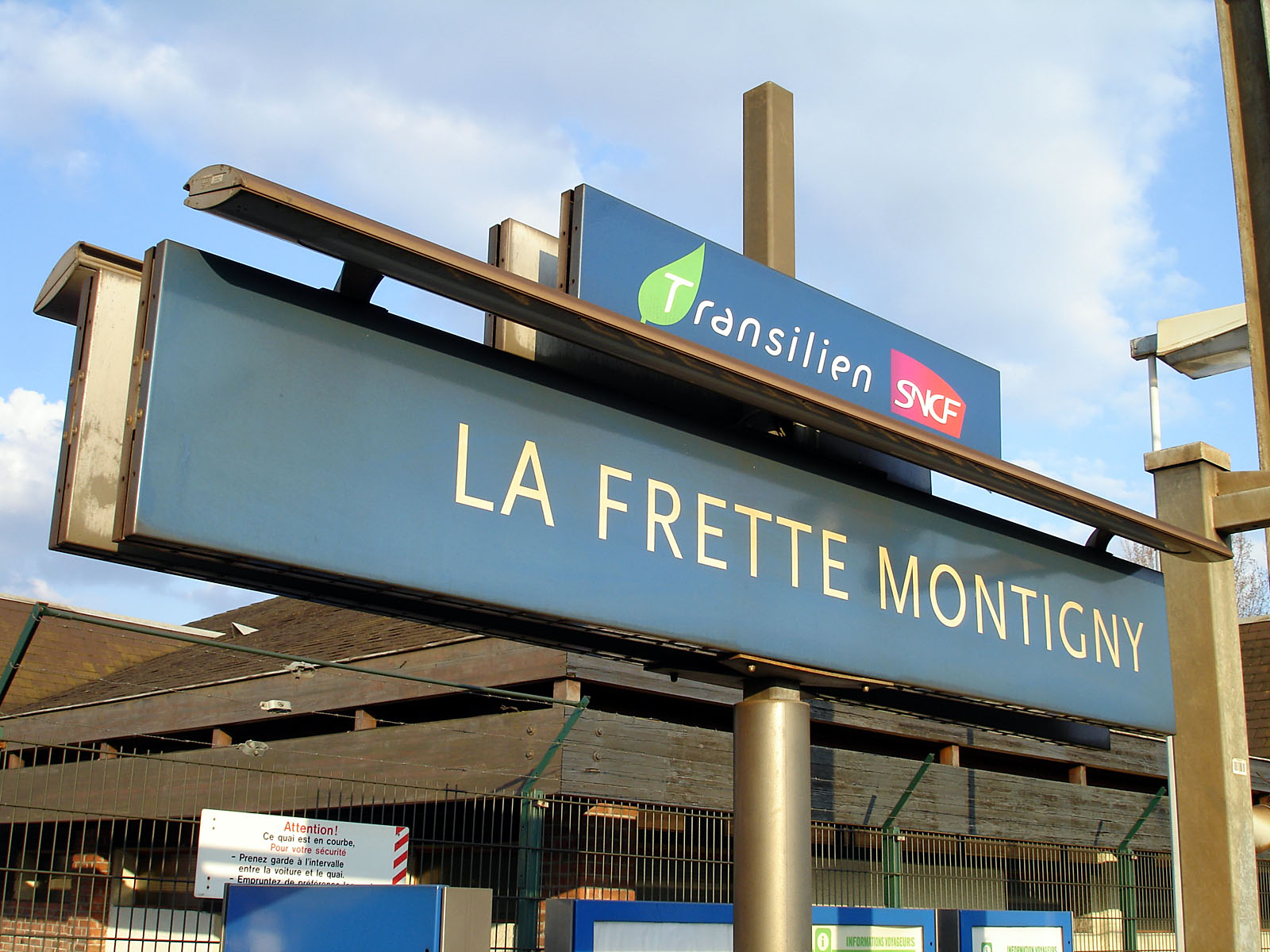
Panneau portant le nom de la gare.
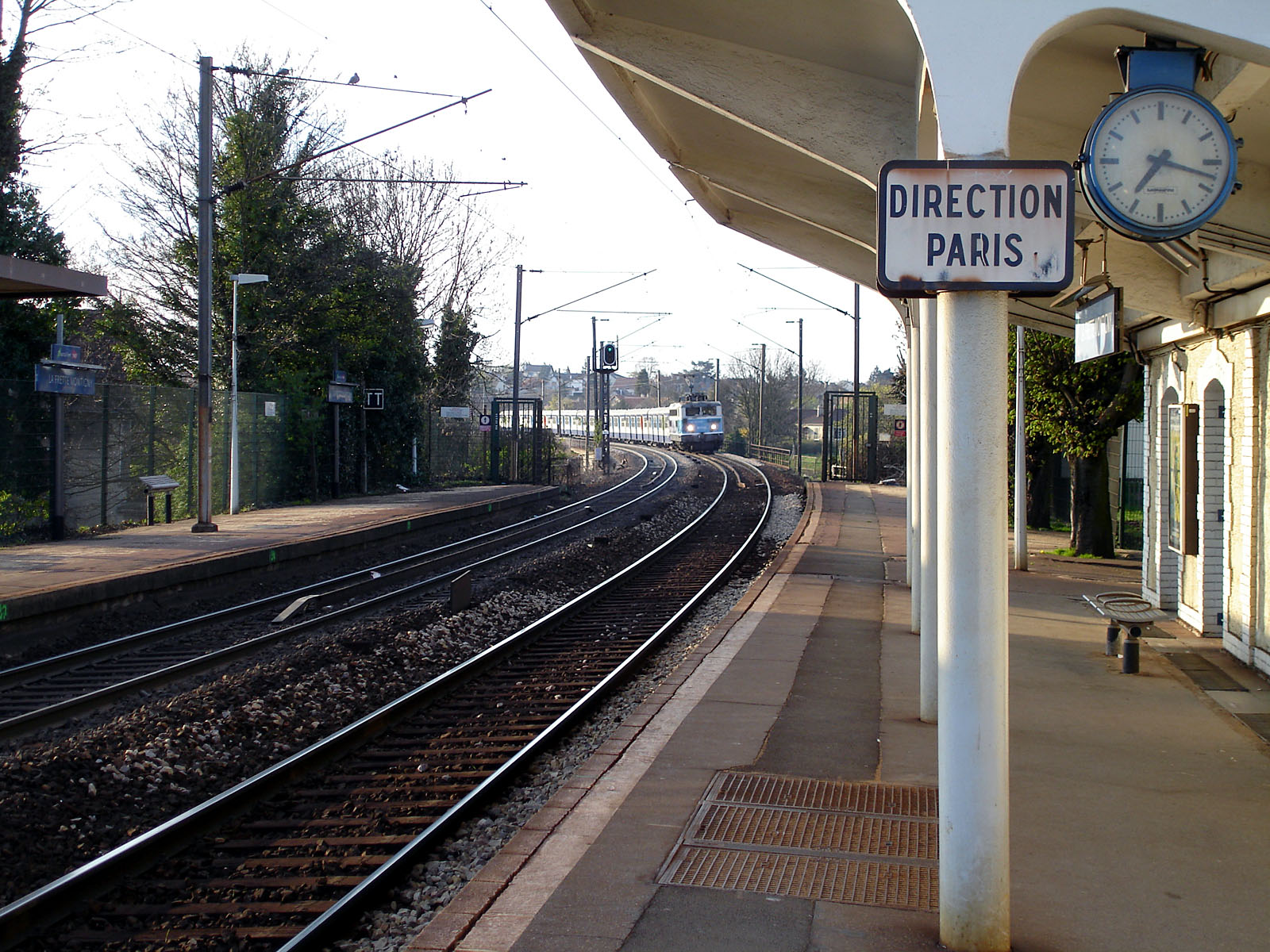
Une rame inox de banlieue tractée par une BB 17000 entre en gare, à destination de Paris.
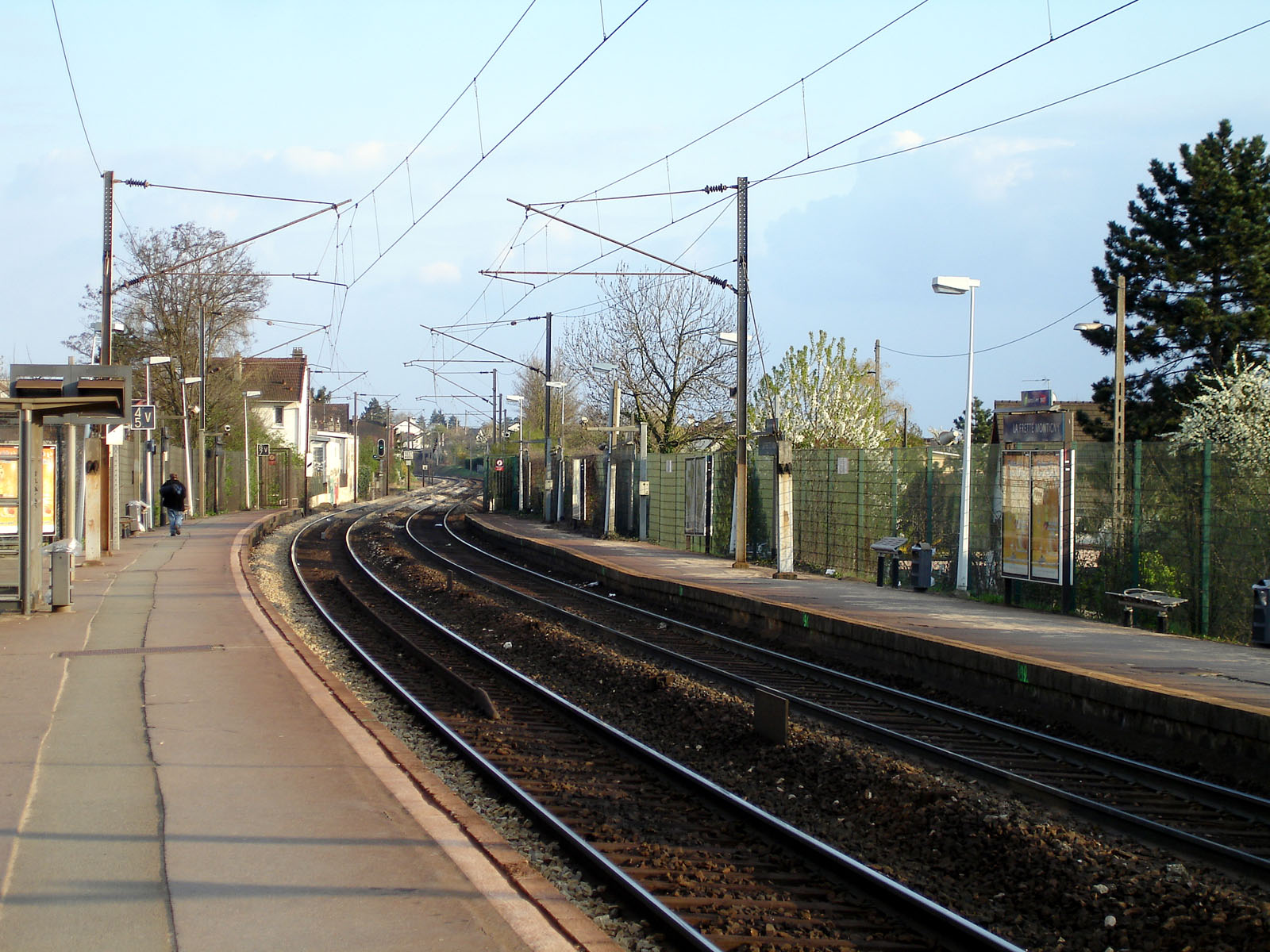
Les voies en direction de Paris.
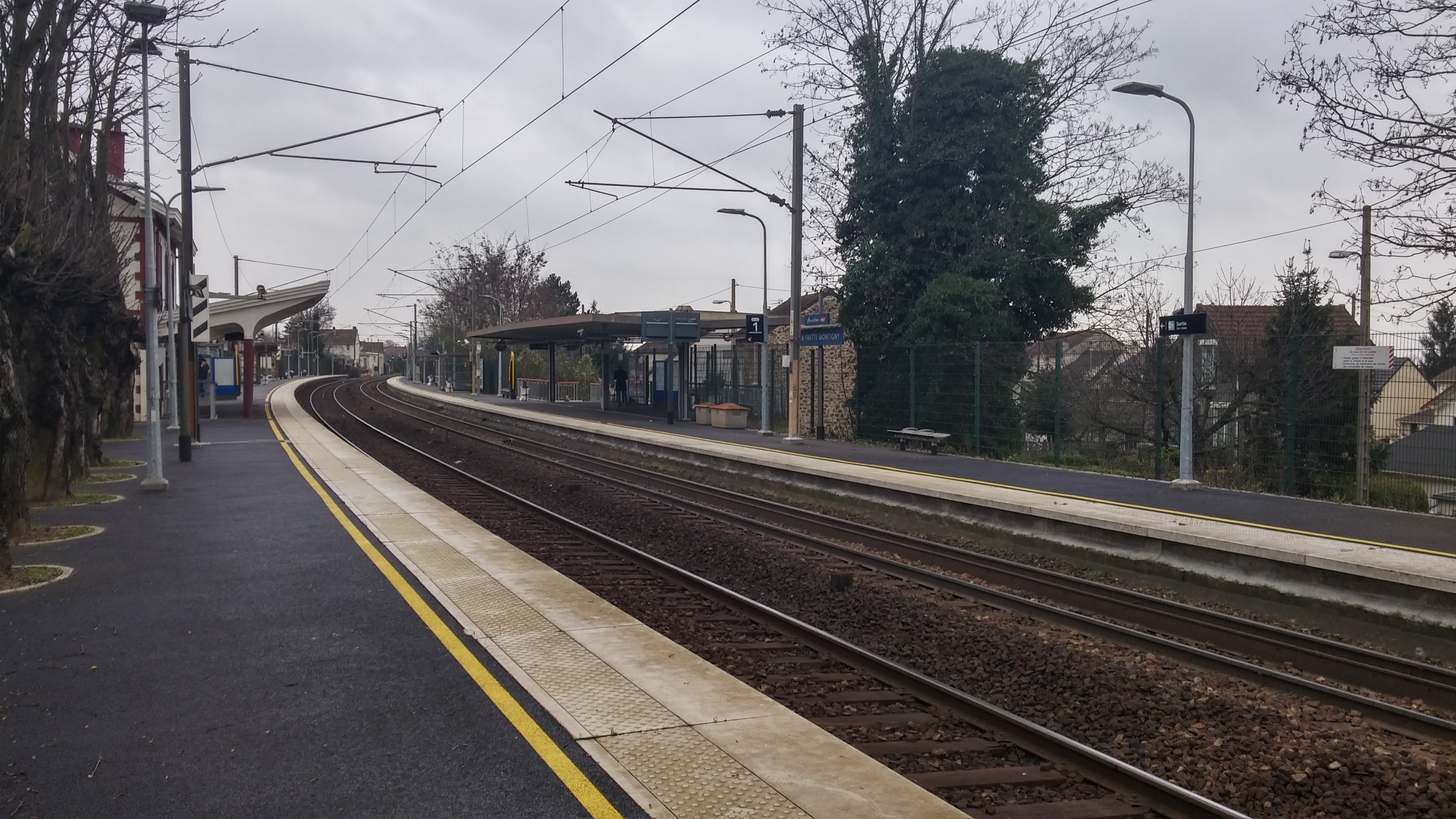
Les voies en direction de Paris, après rénovation des quais.